# Институт экономики труда

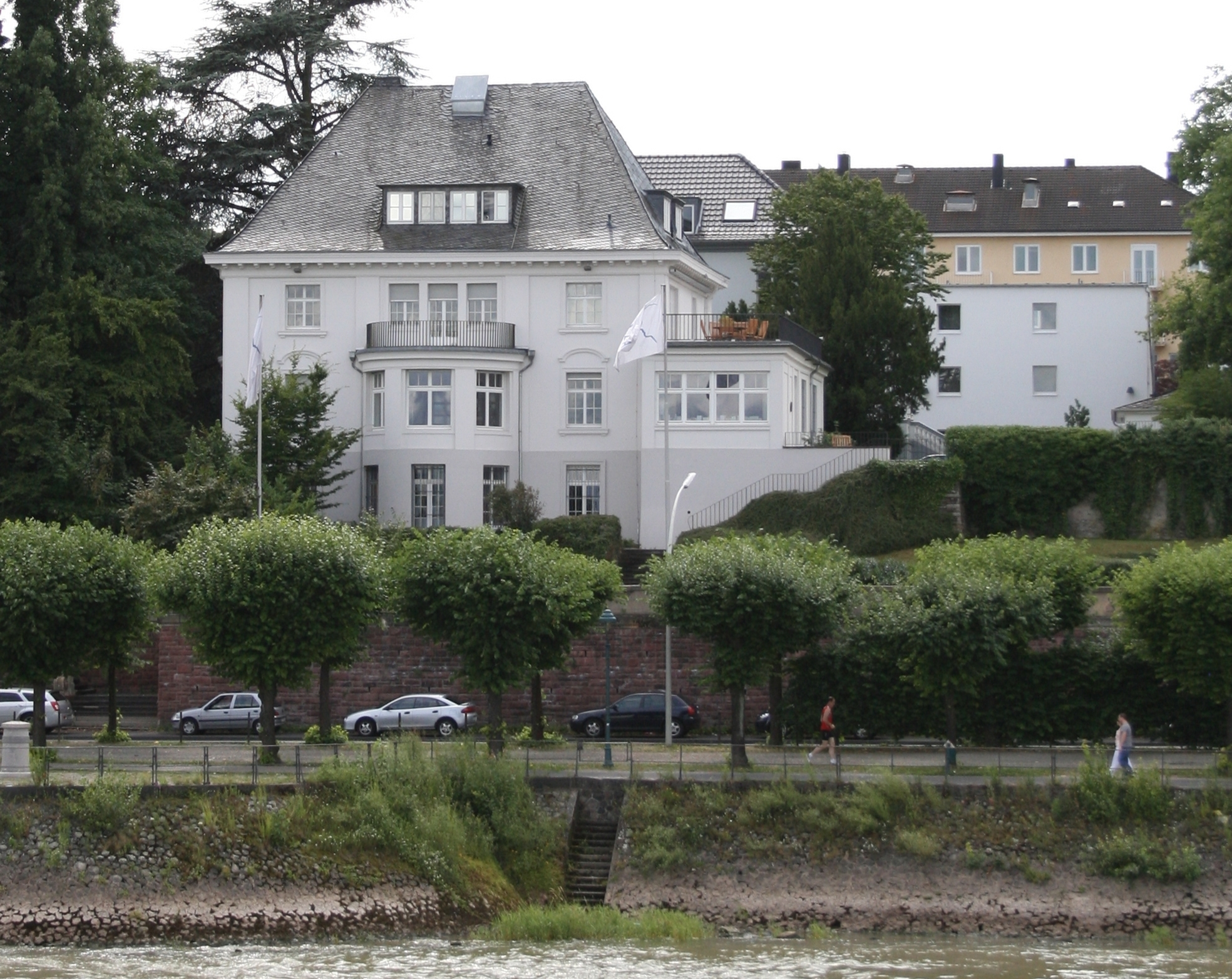
Институт экономики труда, Бонн

Институт экономики труда (нем. Forschungsinstitut zur Zukunft der Arbeit, IZA; англ. вариант названия: Institute for the Study of Labor) — независимый исследовательский институт (Бонн). Основное направление исследований: экономический анализ национальных и международных рынков труда. До 2016 г. был директором института профессор К. Циммерман.
Институт с 1988 г. издаёт Journal of Population Economics.
Серия научных докладов Института (IZA Discussion Papers) относится к числу наиболее читаемых и влиятельных среди экономистов, занимающихся исследованиями рынка труда. В рейтинге IDEAS научные доклады Института занимают 5 строчку (по состоянию на ноябрь 2010 г.) после научных докладов NBER (США), MPRA Archive (Германия), Policy Research Working Paper Series (Всемирный Банк, Вашингтон), CEPR Discussion Papers (Великобритания).

## Основные направления исследований
Исследовательская работа института ведется по семи основным направлениям:
1. Оценка программ на рынке труда (директор программы — проф. Ван дер Берг, Университет Мангейма)
2. Поведенческая экономика и экономика персонала (директор программы — проф. Армин Фальк, Университет Бонна)
3. Миграция (директор программы — проф. Барри Чисвик, Университет Иллинойса, Чикаго)
4. Рынки труда и институты (директор программы — проф. Пьер Каук, Эколь Политекник, Париж)
5. Рынки труда в переходных и развивающихся экономиках (директор программы — проф. Хартмут Леманн, Университет Болоньи)
6. Будущее труда (директор программы — проф. Дэвид Бланчфлауэр, Дартмутский колледж, Великобритания)
7. Экономика развития и занятость (директора программы — проф. Маркус Фролих, Университет Мангейма и д.э.н. Дэвид Робалино, Всемирный Банк).

## Премия IZA
С 2002 г. институтом ежегодно присуждается премия (IZA Prize in Labor Economics) за выдающиеся научные достижения в сфере экономики труда. Денежный эквивалент премии: € 50 000. Лауреат также получает оригинальную медаль. Лауреаты премии:
2002 — Джейкоб Минсер;
2003 — Орли Ашенфельтер;
2004 — Эдвард Лейзир;
2005 — Дэйл Мортенсен и Кристофер Писсаридес;
2006 — Дэвид Кард и Энн Крюгер.
С 2006 г. институт начинает вручать аналогичную премию для молодых экономистов в возрасте до 40 лет (IZA Young Labor Economist Award) объемом € 5000.

## Сотрудники института — выходцы из России и бывшего СССР
Среди сотрудников (research fellows and staff members) института-выходцев из России и бывшего СССР:
Владимир Гимпельсон (Россия; Высшая школа экономики, Москва); Юрий Городниченко (Украина, Университет Калифорнии в Беркли); Рауль Еамец (Эстония, Университет Тарту); Руслан Емцов (Россия, Всемирный Банк, Вашингтон); Анжелика Зайцева (Литва, Институт экономики труда, Бонн и Университет Болоньи); Андрей Лаунов (Украина, Университет Майнца); Александр Муравьёв (Россия, Институт экономики труда, Бонн и ВШМ СПбГУ, Санкт-Петербург); Елена Низалова (Украина, Киевская школа экономики); Сабирьянова Питер, Клара (Россия, Университет Северной Каролины в Чапел-Хилл); Михаилс Хазанс (Латвия, Университет Латвии, Рига).